# 伞房匹菊
伞房匹菊（学名：Tanacetum parthenifolium）为菊科菊蒿属的植物。分布在中亚地区以及中国大陆的云南等地，多生长于归化野生，目前已由人工引种栽培。欧洲各国普遍栽培观赏。